# Teruyuki Kagawa
Teruyuki Kagawa (香川 照之, Kagawa Teruyuki), né à Tokyo le 7 décembre 1965, est un acteur japonais.

## Biographie
Il a été deux fois nommé comme meilleur second rôle au Nippon Akademī-shō, une fois pour Warau Iemon et l'autre pour Kita no zeronen. Il remporte le prix du meilleur second rôle à la 33e édition du prix de l'Académie japonaise pour Mt. Tsurugidake (en).
Son père est l'acteur kabuki Ichikawa Ennosuke III et sa grand-mère l'actrice de cinéma Sanae Takasugi.

## Filmographie partielle

### Cinéma
- 2000 : La Chorale des garçons (独立少年合唱団, Dokuritsu shōnen gasshō-dan?) d'Akira Ogata
- 2000 : Les Démons à ma porte (鬼子来了, Guizi lai le) de Jiang Wen : Kosaburo Hanaya
- 2000 : Suri (スリ?) de Kazuo Kuroki
- 2001 : Man Walking on Snow (en) : Ryoichi
- 2002 : Doing Time (en)
- 2003 : Nuan (en) : Yawa
- 2004 : Akai Tsuki (en)
- 2004 : Warau Iemon
- 2004 : Heaven's Bookstore : Takimoto
- 2004 : Quill (en) : Isamu Nii
- 2005 : La  Laitière (いつか読書する日, Itsuka dokusho suruhi?) d'Akira Ogata : le gérant du supermarché
- 2005 : Bashing : gérant d'hôtel
- 2005 : Kita no zeronen
- 2006 : Sway (en) : Minoru Hayakawa
- 2006 : Memories of Tomorrow : Atsushi Kawamura
- 2007 : Sukiyaki Western Django : Sheriff Hoanka
- 2008 : Tokyo! : Hikikomori
- 2008 : Tokyo Sonata : Ryūhei Sasaki
- 2008 : The Magic Hour (ザ・マジックアワー, Za majikku awā?) de Kōki Mitani
- 2008 : 20th Century Boys: Beginning of the End : Yoshitsune
- 2009 : 20th Century Boys 2: The Last Hope : Yoshitsune
- 2009 : 20th Century Boys 3: Redemption : Yoshitsune
- 2009 : John Rabe : Prince Asaka Yasuhiko
- 2009 : Snow Prince (en) : Arima Masamitsu
- 2009 : Mt. Tsurugidake (en)
- 2009 : Kaiji: Jinsei gyakuten gēmu : Tonegawa
- 2009 : Cher docteur (Dia dokutā)
- 2010 : Voyage avec Haru (春との旅, Haru to no tabi?) de Masahiro Kobayashi : Shin'ichi Tsuda
- 2011 : Tormented : Kohei
- 2011 : Ashita no Joe : Danpei Tange
- 2011 : Kaiji 2 The Ultimate Gambler : Tonegawa
- 2011 : Isoroku (聯合艦隊司令長官 山本五十六, Rengō kantai shirei chōkan: Yamamoto Isoroku?) d'Izuru Narushima : Munakata Keikiyoshi
- 2012 : Shokuzai : Hiroaki Aoki
- 2012 : Kagi Dorobō no Method : Kondo
- 2012 : Rurouni Kenshin : Takeda Kanryū
- 2016 : Creepy : Nishino
- 2019 : Whistleblower : Makoto Kitagawa

### Télévision
- 1989 : Kasuga no tsubone : Kobayakawa Hideaki
- 1990 : Wataru seken wa oni bakari : Masayuki Tōyama
- 2002 : Toshiie to Matsu : Toyotomi Hideyoshi
- 2006 : Komyo ga tsuji : Rokuheita
- 2006 : Taigan no kanojo : Narahashi Fumimasa
- 2006 : Unfair : Sato Kazuo
- 2006 : Unfair the Special - Code Breaking : Sato Kazuo
- 2006 : Yakusha damashii! : Yanagisawa Mitsuharu
- 2007 : Shimane no bengoshi : Akita Ryoichi
- 2007 : Kitaro ga Mita Gyokusai - Mizuki Shigeru no senso : Mizuki Shigeru & Private (Second Class) Maruyama
- 2009 : Mr. Brain : Tanbara Tomomi
- 2009 : Saka no ue no kumo : Masaoka Shiki
- 2010 : Ryōmaden : Iwasaki Yatarō
- 2011 : Diplomat Kosaku Kuroda : Takeshi Shimomura
- 2012 : Shokuzai : Hiroaki Aoki
- 2013 : Hanzawa Naoki : Akira Ohwada
- 2014 : Mozu (Saison 1 et 2) : Ryota Osugi
- 2014 : Roosevelt Game : Kiyofumi Morota
- 2015 : I'm Home : Masao Takeda (Episode 1)
- 2016 : 99.9: Keiji Senmon Bengoshi : Atsuhiro Sada
- 2016 : The Sniffler : Détective Komukai
- 2017 : Chiisana Kyojin : Yoshinobu Onoda
- 2018 : 99.9: Keiji Senmon Bengoshi Saison 2 : Atsuhiro Sada

## Distinctions

### Récompenses
- 2001 : prix Blue Ribbon du meilleur acteur dans un second rôle pour La Chorale des garçons et Suri[2]
- 2001 : prix Kinema Junpō du meilleur acteur dans un second rôle pour La Chorale des garçons
- 2001 : prix Mainichi du meilleur acteur dans un second rôle pour La Chorale des garçons et Suri[3]
- 2001 : prix du meilleur acteur dans un second rôle pour La Chorale des garçons et Suri lors du festival du film de Yokohama
- 2009 : Teruyuki Kagawa est honoré du prix John Rabe par le John Rabe Communication Centre (en) à Heidelberg et le Service autrichien de la paix.